# Epanterias amplexus
Epanterias amplexus — вид тероподних динозаврів родини Алозаврові (Allosauridae). Можливо належить до роду Алозавр (Allosaurus) і є старшим синонімом Allosaurus amplexus або належить до виду Allosaurus fragilis. Існував у кінці юрського періоду (147 млн років тому) у Північній Америці. Описаний Едвардом Копом по скам'янілостях, що знайдені у відкладеннях геологічної формації Морісон у штаті Колорадо.